# Новгород-Северский городской совет
Новгород-Северский городской совет (укр. Новгород-Сіверська міська рада) — орган местного самоуправления в Черниговской области. Административный центр — город Новгород-Северский.

## Общие сведения
- Территория общины: 11,81 км²
- Население общины: 15 029 человек (по состоянию на 2001 год)
- По территории общины протекает река Десна.

Климат на территориях общины гемибореальный. Средняя температура — 5 °С. Самый теплый месяц — июль (при температуре 21°С), а самый холодный — декабрь (при -12 °С).

## История
17 мая 2001 года в пределы города Новгород-Северский Новгород-Северского района Черниговской области были включены села Домотканов и Щуровка Новгород-Северского горсовета.
11 марта 2014 года Верховная Рада Украины отнесла город Новгород-Северский Новгород-Северского района Черниговской области к категории городов областного значения.

## Населённые пункты
| Русский            | Украинский               | Статус | Площадь   | Население          |
| ------------------ | ------------------------ | ------ | --------- | ------------------ |
| Новгород-Северский | укр. Новгород-Сіверський | город  | 11,81 км² | 13 289 чел. (2018) |
| Красная Горка      | укр. Красна Гірка        | село   | 0,015 км² | 563 чел. (2001)    |

## Состав совета
Совет состоит из 26 депутатов и главы.
- Председатель совета — Людмила Николаевна Ткаченко[3]

### Депутаты
По результатам местных выборов 2020 года депутатами Рады стали:
| Субъект выдвижения                                   | Количество избранных депутатов | %     |
| ---------------------------------------------------- | ------------------------------ | ----- |
| Политическая партия «Наш край»                       | 6                              | 23.08 |
| Политическая партия «Оппозиционный блок»             | 5                              | 19.23 |
| Политическая партия «Европейская солидарность»       | 5                              | 19.23 |
| Политическая партия «Батькивщина»                    | 4                              | 15.38 |
| Политическая партия «Радикальная партия Олега Ляшко» | 4                              | 15.38 |
| Политическая партия «Аграрная партия Украины»        | 2                              | 7.69  |

## Внешние ссылки
- Новгород-Сіверська міська рада